# 박찬우 (1983년)
박찬우(1983년 ~ )는 대한민국의 배우이다.

## 학력
- 호서대학교 연극학 학사

## 출연

### 영화
- 《신명》 (2025년) - 한석호 역
- 《보스턴 1947》 (2021년)
- 《방법: 재차의》 (2021년) - 박우찬 역
- 《항거: 유관순 이야기》 (2019년) - 남옥사 수인 2 역
- 《그대 이름은 장미》 (2019년) - 밴드리더 역
- 《행복의 나라》 (2018년) - 클락션 사내 2 역
- 《챔피언》 (2018년) - 담배학생 역
- 《레디액션 청춘》 (2014년) - 용수 역
- 《신이 보낸 사람》 (2014년) - 국경경비대원 2 역

### 드라마
- 《번외수사》 (2020년, OCN) - 조상백 역
- 《방법》 (2020년, tvN) - 박우찬기자 역
- 《사랑의 불시착》 (2019년, tvN) - 북한 의사 역
- 《사랑은 뷰티풀 인생은 원더풀》 (2019년, KBS2) - 마라탕 공사장 역
- 《해치》 (2019년, SBS)
- 《배드파파》 (2018년, MBC)
- 《라이브》 (2018년, tvN) - 범인 역
- 《투깝스》 (2017년, MBC) - 지갑 남 역
- 《퍼펙트 센스》 (2016년, KBS2) - 상주 역
- 《연애세포 시즌 1》 (2014년, 웹드라마) - 퀵 맨 역